# Andrzej Owczarek
Andrzej Owczarek (ur. 21 czerwca 1950 w Pabianicach, zm. 6 listopada 2020 w Łodzi) – polski polityk, nauczyciel i samorządowiec, senator VI, VII i VIII kadencji.

## Życiorys
Syn Stanisława i Heleny. Uczęszczał do I Liceum Ogólnokształcącego im. Jędrzeja Śniadeckiego w Pabianicach, w którym w 1968 uzyskał świadectwo dojrzałości. Ukończył w 1974 studia na Wydziale Filozoficzno-Historycznym Uniwersytetu Łódzkiego, po których pracował jako nauczyciel historii w Liceum Ekonomicznym w Łasku i szkole podstawowej w Sędziejowicach. W 1980 wstąpił do „Solidarności”, został internowany w stanie wojennym na okres od 13 grudnia 1981 do 1 czerwca 1982.
W latach 1990–2005 był radnym miejskim, od 1990 do 1998 pełnił funkcję burmistrza miasta i gminy Łask. Był prezesem Ochotniczej Straży Pożarnej w Łasku.
W 2005 z ramienia Platformy Obywatelskiej został wybrany na senatora VI kadencji w okręgu sieradzkim. W wyborach parlamentarnych w 2007 po raz drugi uzyskał mandat senatorski, otrzymując 108 851 głosów. W 2011 z powodzeniem ubiegał się o reelekcję, w nowym okręgu jednomandatowym dostał 55 097 głosów. W 2015 nie został wybrany na kolejną kadencję. W 2018 został natomiast wybrany do sejmiku łódzkiego VI kadencji. W 2019 bez powodzenia kandydował na posła.
Zmarł 6 listopada 2020 na skutek choroby COVID-19. Pochowany na cmentarzu parafialnym w Łasku.

## Życie prywatne
Był żonaty z Wiesławą, miał pięcioro dzieci.

## Odznaczenia
W 2010 został odznaczony Brązowym Medalem „Za Zasługi dla Obronności Kraju”. W 2014 otrzymał Krzyż Wolności i Solidarności. W 2021 prezydent Andrzej Duda pośmiertnie nadał mu Krzyż Oficerski Orderu Odrodzenia Polski; wdowa po Andrzeju Owczarku odmówiła odebrania tego orderu.